# Satellite amateur de radio-astronomie
Pour les articles homonymes, voir sara.
Le Satellite amateur de radio-astronomie, en abrégé SARA, est un micro-satellite amateur développé par une association d'étudiants de l'école d'ingénieurs parisienne ESIEE et doté d'un récepteur radio permettant de recevoir les ondes radio émises par la magnétosphère de la planète Jupiter. Le satellite a été lancé le 17 juillet 1991 par une fusée Ariane 4 avec le satellite ERS-1 et d'autres micro-satellites et placé sur une orbite héliosynchrone.

## Historique
Le satellite est développé par plusieurs étudiants de l'école parisienne d'ingénieurs en électronique ESIEE réunis dans une association consacrée à l'espace baptisée ESIEESPACE. Le projet d'une durée de 3 ans a été initié par 4 étudiants  rejoint par la suite par d'autres étudiants. Le cœur de l'équipe avait une solide expérience dans le lancement de petites fusées expérimentales et de ballons stratosphériques. Le projet a été accompagné par l'agence spatiale française, le CNES, et subventionné par plusieurs industriels ainsi que l'ANVAR. Le cout total du projet s'est élevé à l'époque à 3,2 millions de francs (environ 730 563€) répartis entre acquisition de matériels, tests et lancement (1 tiers du cout chacun environ).    

## Caractéristiques techniques
SARA est un micro-satellite de forme cubique de 35 cm de côté avec une masse de 26 kg. Le satellite, dont la structure est réalisée en aluminium, est non stabilisé mais un aimant limite les mouvements de culbute ce qui permet de réduire l'énergie nécessaire pour les liaisons radio. Le satellite  dispose de 3 antennes de 10 mètres de long lui permettant de recevoir les ondes-radio émises par la magnétosphère de Jupiter dans les longueurs d'onde 2-15 Mhz. Un émetteur radio permet de transmettre les données recueillies et des informations télémétriques avec un débit de 300 bits par seconde.  Le corps du satellite est recouvert de cellules solaires qui fournissent l'énergie nécessaire .